# بياض الثلج والصياد (فلم)
بياض الثلج والصياد (بالإنجليزية: Snow White and the Huntsman) هو فيلم خيالي أمريكي من إنتاج عام 2012 مستوحى من الحكاية الخرافية الألمانية «بياض الثلج» التي جمعها «الأخوان جريم».والفيلم من إخراج «روبرت ساندرز» وتأليف «ايفان دوتري»، «جون لي هانكوك» و«حسين أميني»، وبطولة «تشارليز ثيرون»، «كريستين ستيوارت»، و«كريس هامس ورث».

## القصة
سنو وايت (كريستين ستيوارت) هي أميرة من تابور، ابنة الملك ماغنوس (نوح هنتلي) والملكة اليانور (ليبرتي روس). بعد وفاة زوجته، الملك ماغنوس تزوج رافينا (تشارليز ثيرون) بعد إنقاذها من جيش الظلام، وهي القوة الغازية من جنود الزجاج. رافينا - التي هي في الواقع ساحرة قوية ورئيسة لجيش الظلام - ماغنوس يقتل في ليلة زفافهما. ورافينا تسيطر على السلطة في المملكة، وديوك هاموند (فينسنت ريغان) يهرب من القلعة مع ابنه وليام، ولكنه غير قادر على إنقاذ سنو وايت التي تم القبض عليها من طرف أخ رافينا «فين»(سام سبرول). وسجنها بعيدا في برج القلعة.

## الطاقم والشخصيات
كريستين ستيوارت: سنو وايت 
 تشارليز ثيرون: الملكة رافينا 
 كريس هيمسوورث: اريك الصياد 
 سام كلافلن: ويليام، ابن دوق هاموند 
 ليلي كول: غريتا 
 سام سبرول: فين، شقيق رافينا

## وصلات خارجية
- مقالات تستعمل روابط فنية بلا صلة مع ويكي بيانات